# Джуно Стовер-Ірвін
Джуно Стовер-Ірвін (англ. Juno Stover-Irwin, 22 листопада 1928 — 2 липня 2011) — американська стрибунка у воду.
Призерка Олімпійських Ігор 1952, 1956 років, учасниця 1948, 1960 років.
Призерка Панамериканських ігор 1955, 1959 років.